# Scutellaria heydei
Scutellaria heydei là một loài thực vật có hoa trong họ Hoa môi. Loài này được Hook.f. miêu tả khoa học đầu tiên năm 1885.